# Zmarli w marcu 2024

## Marzec 2024
- 31 marca
  - Tadeusz Kusy – polski duchowny rzymskokatolicki, franciszkanin, biskup Kaga-Bangoro (2015–2024)[1]
  - Leszek Ganowicz – polski działacz państwowy i inżynier budownictwa, wiceprezydent Warszawy i wicewojewoda warszawski (1984–1987)[2]
  - Andrzej Mankiewicz – polski lekkoatleta, wieloboista, trener, mistrz Polski w dziesięcioboju (1957, 1960, 1961, 1962)[3]
  - Władysław Pałaszewski – polski trener siatkarski[4][5][6][7]
  - Jerzy Piekarzewski – polski działacz sportowy i społeczny, honorowy prezes Polonii Warszawa[8]
  - Barbara Rush – amerykańska aktorka[9]
  - Nijolė Sadūnaitė – litewska zakonnica, dysydentka[10]
  - Agata Szostkowska-Stanisławska – polska dziennikarka telewizyjna[11]
- 30 marca
  - Martín Almada – paragwajski pedagog i prawnik, więzień polityczny, znany z opublikowania archiwów terroru[12]
  - Casey Benjamin – amerykański saksofonista i klawiszowiec[13][14]
  - Stefan Cwojdziński – polski geolog[15]
  - Fred Gamble – amerykański kierowca wyścigowy[16]
  - Ryszard Mieczysław Klisowski – polski kompozytor, skrzypek, teoretyk muzyki, pedagog muzyczny, poeta, publicysta[17]
  - Tim McGovern – amerykański filmowiec, laureat Oscara[18]
- 29 marca
  - Jules Ajodhia(inne języki) – surinamski polityk, dwukrotny wiceprezydent Surinamu(inne języki) (1991–1996 oraz 2000–2005)[19]
  - Gerry Conway – brytyjski perkusista folkrockowy, członek zespołu Fairport Convention[20]
  - Louis Gossett Jr. – amerykański aktor[21][22]
  - Péter Juhász – węgierski piłkarz[23]
  - Hans Joachim Meyer – wschodnioniemiecki lingwista i polityk, minister edukacji i nauki (1990)[24]
  - Leszek Tomaszewski – polski koszykarz[25]
  - Zygmunt Trylański – polski fotografik[26]
- 28 marca
  - Marek Cender – polski dziennikarz radiowy[27][28][29][30]
  - Natalja Mielochina – rosyjska kolarka szosowa[31]
  - Igors Rausis – łotewski szachista[32]
- 27 marca
  - Lamine Bangura – sierraleoński piłkarz i trener[33]
  - Daniel Kahneman – amerykańsko-izraelski psycholog, ekonomista, laureat Nagrody Banku Szwecji im. Alfreda Nobla w dziedzinie ekonomii (2002)[34]
  - Joe Lieberman – amerykański polityk, prawnik, senator (1989–2013), kandydat na wiceprezydenta (2000)[35]
  - Tadeusz Modrzejewski – polski skryba, malarz, rzeźbiarz i ilustrator amator, założyciel i kustosz Muzeum Literatury im. Władysława Reymonta w Bielsku-Białej[36]
  - Karl Reger – niemiecki duchowny rzymskokatolicki, biskup pomocniczy diecezji akwizgrańskiej (1987–2006)[37]
  - Stanisława Ryster – polska prawniczka i prezenterka telewizyjna[38][39][40]
  - Giuliano Vangi – włoski rzeźbiarz[41]
- 26 marca
  - Leszek Bugajski – polski krytyk literacki[42]
  - Janusz Głowacki – polski inżynier kolejnictwa, menedżer i działacz państwowy, wiceminister komunikacji (1975–1987)[43]
  - Ihor Juchnowski – ukraiński fizyk, działacz społeczny, polityk, Bohater Ukrainy[44]
  - Jerzy Kasperczyk – polski przedsiębiorca, współtwórca koncernu Maspex[45]
  - Rajmund Miller – polski lekarz, samorządowiec, polityk, poseł na Sejm RP (2011–2024)[46]
  - Jerzy Mindziukiewicz – polski działacz konspiracji niepodległościowej w czasie II wojny światowej, wiceprezes Związku Powstańców Warszawskich[47][48][49]
  - George Nicolescu – rumuński piosenkarz[50]
  - Maciej Nowicki – polski urzędnik państwowy, samorządowiec i specjalista rybactwa, burmistrz Brwinowa (1998–2002)[51]
  - Richard Serra – amerykański artysta rzeźbiarz[52]
  - André Van Herpe – belgijski piłkarz[53]
- 25 marca
  - Andrzej Borys – polski fotografik[54]
  - Humphrey Campbell – holenderski piosenkarz pochodzący z Surinamu, uczestnik Konkursu Piosenki Eurowizji (1992)[55]
  - Chris Cross – angielski gitarzysta basowy, współzałożyciel zespołu Ultravox[56]
  - Maurice El Médiouni – algierski pianista i kompozytor[57]
  - Awuley Quaye – ghański piłkarz[58]
  - Jerzy Talkowski – polski samorządowiec, prezydent miasta Dąbrowa Górnicza (1982–1983, 1990–1991, 2002–2006)[59]
  - Paula Weinstein – amerykańska producentka filmowa[60]
  - Fritz Wepper – niemiecki aktor[61]
- 24 marca
  - Péter Eötvös – węgierski kompozytor, dyrygent i pedagog muzyczny[62]
  - Alesia Graf – niemiecka pięściarka[63]
  - Marjorie Perloff – amerykańska poetka, literaturoznawczyni i krytyczka literacka[64]
  - Violeta Quesada – kubańska lekkoatletka, sprinterka, medalistka olimpijska (1968)[65]
  - Gordon Singleton – kanadyjski kolarz torowy, mistrz świata (1982)[66]
  - José Agustín Valbuena Jáuregui – kolumbijski duchowny rzymskokatolicki, biskup Valledupar (1977–2003)[67]
- 23 marca
  - Leszek Długosz – polski poeta, kompozytor, kawaler Orderu Orła Białego[68][69][70][71]
  - Nicolae Manolescu – rumuński pisarz, krytyk literacki, dyplomata, kandydat w wyborach prezydenckich (1996), senator (1992–1996)[72]
  - Igor Ozim – słoweński skrzypek klasyczny, pedagog[73]
  - Maurizio Pollini – włoski pianista, dyrygent, zwycięzca VI Międzynarodowego Konkursu Pianistycznego im. Fryderyka Chopina (1960)[74]
  - Serhij Szewczenko – ukraiński piłkarz, trener[75]
  - Silvia Tortosa – hiszpańska aktorka[76]
- 22 marca
  - Laurent de Brunhoff – francuski pisarz[77]
  - Franz Dietl – niemiecki duchowny rzymskokatolicki, biskup pomocniczy Monachium i Freising (1999–2010)[78]
  - Francisco Gil Craviotto – hiszpański pisarz, dziennikarz, tłumacz[79]
  - Alek Popow – bułgarski pisarz[80]
  - Kazimierz Szabelski – polski profesor nauk technicznych, rektor Politechniki Lubelskiej (1996–2002)[81]
- 21 marca
  - Ron Harper – amerykański aktor[82]
  - Matthias Jarke – niemiecki informatyk[83]
  - Frédéric Mitterrand – francuski historyk, geograf, polityk, minister kultury i komunikacji (2009–2012)[84]
- 20 marca
  - Milton Diamond – amerykański anatom, wykładowca akademicki[85]
  - Jerzy Fąfara – polski pisarz, poeta, publicysta[86][87][88][89]
  - Vernor Vinge – amerykański pisarz science fiction[90]
- 19 marca
  - Ersen Martin – turecki piłkarz[91]
  - Janusz Nowakowski – polski działacz partyjny i samorządowiec, prezydent Ełku (1988–1990, 2002–2006), starosta ełcki (1999–2002)[92]
  - Marian Orczykowski – polski duchowny rzymskokatolicki, kapucyn, duszpasterz, kapelan harcerzy, harcmistrz Związku Harcerstwa Rzeczypospolitej[93]
  - Jean-Luc Seret – francuski szachista, mistrz międzynarodowy[94]
  - Symeon (Jakovljevič) – czeski duchowny prawosławny, arcybiskup ołomuniecko-brneński (2006–2024)[95]
  - Wasilij Utkin – rosyjski dziennikarz i komentator sportowy[96]
  - Michael Emmet Walsh – amerykański aktor[97]
- 18 marca
  - Daniel Barbu – rumuński historyk, publicysta, polityk, minister kultury (2012–2013), senator (2012–2016)[98]
  - Peter Bolliger – szwajcarski wioślarz, medalista olimpijski (1968)[99][100]
  - Kanstancin Kalcou – białoruski hokeista i trener hokejowy[101]
  - Peter Kunter – niemiecki piłkarz[102]
  - Angeł Marin – bułgarski wojskowy, generał major, inżynier, polityk, wiceprezydent Bułgarii (2002–2012)[103]
  - Danuta Przesmycka – polska aktorka[104]
  - Zbigniew Sejwa – polski fotograf, fotoreporter[105]
  - Chris Simon – kanadyjski hokeista[106]
  - Thomas Stafford – amerykański pilot wojskowy, generał, astronauta (Gemini 6A, Gemini 9A, Apollo 10, Sojuz-Apollo)[107]
- 17 marca
  - Cola Boyy(inne języki) – amerykański piosenkarz niezależny, orędownik osób niepełnosprawnych[108]
  - Janusz Komender – polski lekarz transplantolog, polityk, minister zdrowia i opieki społecznej (1987–1988)[109]
  - Antoni Krupa – polski muzyk, kompozytor, dziennikarz, publicysta[110][111]
- 16 marca
  - Ernest Bryll – polski poeta, pisarz, autor tekstów piosenek, dziennikarz, tłumacz, krytyk filmowy, dyplomata[112]
  - Sławomir Filipowski – polski lekkoatleta, następnie trener pracujący w Niemczech[113]
  - David Seidler – brytyjski dramaturg, scenarzysta filmowy i telewizyjny[114]
- 15 marca
  - Fernando Antônio Brochini – brazylijski duchowny rzymskokatolicki, biskup Jaboticabal (2003–2014) i Itumbiara (2014–2023)[115]
  - Maria Chwalibóg – polska aktorka[116]
  - Paul Josef Cordes – niemiecki duchowny rzymskokatolicki, biskup pomocniczy Paderbornu (1976–1980), przewodniczący Papieskiej Rady "Cor Unum" (1995–2010), kardynał[117]
  - Ambroise Kotamba Djoliba – togijski duchowny rzymskokatolicki, biskup Sokodé (1993–2016)[118]
  - Marek Głogoczowski – polski filozof, pisarz, taternik, alpinista i himalaista[119]
  - Marian Król – polski polityk i agronom, wojewoda poznański (1981–1986), poseł na Sejm PRL IX kadencji (1985–1989) i Sejm RP II kadencji (1993–1997)[120]
  - Tomasz Łubieński – polski dramaturg, eseista[121][122][123]
  - Mirosław Stankiewicz – polski ekonomista, polityk, wicewojewoda opolski (1999–2001), burmistrz Niemodlina (2007–2014)[124]
  - Aleksandr Szyrwindt – rosyjski aktor[125]
  - Piotr Zagórski – polski geomorfolog, polarnik, nauczyciel akademicki[126]
- 14 marca
  - David Breashears(inne języki) – amerykański wspinacz górski, reżyser, operator filmowy[127]
  - Francis Patrick Carroll – australijski duchowny rzymskokatolicki, biskup Wagga Wagga (1968–1983), arcybiskup Canberry-Goulburn (1983–2006)[128]
  - Lamara Czkonia – gruzińska śpiewaczka operowa (sopran)[129]
  - Byron Janis – amerykański pianista[130]
  - Angela McCluskey – brytyjska piosenkarka, autorka tekstów[131]
  - Léon Semmeling – belgijski piłkarz, trener[132]
  - Andrzej Stepnowski – polski informatyk, profesor dr hab. inż. specjalizujący się w geoinformatyce, pracownik naukowy Politechniki Gdańskiej[133][134]
  - Frans de Waal – holendersko-amerykański prymatolog i etolog[135]
- 13 marca
  - Stefan Abadżiew – bułgarski piłkarz[136]
  - Margaret Curphey – angielska śpiewaczka operowa (sopran)[137]
  - Jacques Donnay – francuski polityk, senator (1999–2001), poseł do Parlamentu Europejskiego (1994–1999)[138]
  - Marcello Gandini – włoski projektant samochodów[139]
  - Jurand Jarecki – polski architekt[140][141][142]
  - Sylvain Luc – francuski gitarzysta jazzowy[143]
  - Neofit (Simeon Nikołow Dimitrow) – bułgarski duchowny prawosławny, patriarcha Bułgarii (2013–2024)[144]
  - Aribert Reimann – niemiecki kompozytor i pianista[145]
  - Matthias Schießleder – niemiecki judoka[146]
  - Tsewang Choegyal Tethong – tybetański polityk, tłumacz[147]
- 12 marca
  - Robyn Bernard(inne języki) – amerykańska aktorka[148]
  - Madeleine Chapsal(inne języki) – francuska pisarka, dziennikarka[149]
  - Terry Everett – amerykański polityk, deputowany do Izby Reprezentantów (1993–2009)[150]
  - Marian Fluder – polski lekarz[151][152][153]
  - Philippe de Gaulle – francuski wojskowy, admirał, polityk, senator (1986–2004), syn Charles’a de Gaulle’a[154]
  - Jordan Pop-Jordanow – macedoński elektrotechnik, fizyk[155]
  - James Whitbourn – brytyjski kompozytor i dyrygent[156]
- 11 marca
  - Paul Alexander – amerykański prawnik, jedna z ostatnich osób zamkniętych w żelaznym płucu[157]
  - Antoni (Dragan Pantelić) – serbski duchowny prawosławny, biskup morawicki (2006–2024)[158]
  - Boss – amerykański raper[159]
  - Emilio Correa – kubański bokser, mistrz olimpijski (1972)[160]
  - Marian Gołębiewski – polski duchowny rzymskokatolicki, biskup diecezjalny koszalińsko-kołobrzeski (1996–2004), arcybiskup metropolita wrocławski (2004–2013)[161]
  - Lisa Larson – szwedzka rzeźbiarka, ceramiczka i projektantka[162]
  - Malachy McCourt – amerykański aktor, pisarz i polityk[163]
  - Auke Tellegen – amerykański psycholog[164]
- 10 marca
  - Percy Adlon – niemiecki reżyser i scenarzysta filmowy[165]
  - Hanspeter Bellingrodt – kolumbijski strzelec sportowy, medalista mistrzostw świata (1978)[166]
  - Eric Carmen – amerykański muzyk rockowy i popowy[167]
  - Konstanty Ciciszwili – polski reżyser filmowy i teatralny[168]
  - Krzysztof Górski – polski dziennikarz i prezenter radiowy[169]
  - Elżbieta Szczot – polska prawniczka kanoniczna, profesor KUL[170]
- 9 marca
  - Antanas Bagdonavičius – litewski wioślarz, medalista olimpijski (1960, 1968)[171][172]
  - Stefan Kawalec – polski piłkarz[173][174][175]
  - Georgi Popow – bułgarski piłkarz[176]
  - Wołodymyr Proszkin – ukraiński piłkarz, trener[177]
  - Guy Touvron(inne języki) – francuski trębacz[178]
- 8 marca
  - Herbert Kroemer – niemiecki fizyk, laureat Nagrody Nobla w dziedzinie fizyki (2000)[179]
  - Ewa Nagurska – polska aktorka, filmoznawczyni, wykładowczyni w PWSFTViT w Łodzi[180]
  - George Newson – angielski kompozytor i pianista[181]
  - Tarako (wł. Tarako Isono) – japońska Seiyū (aktorka głosowa), piosenkarka[182]
- 7 marca
  - Zenon Czerniakowski – polski entomolog, koleopterolog, profesor nauk biologicznych[183]
  - Steve Lawrence(inne języki) – amerykański piosenkarz[184]
  - Alicja Pawlicka – polska aktorka[185]
  - Wacław Strykowski – polski pedagog, dydaktyk, profesor nauk humanistycznych[186]
  - Margaret Tynes – amerykańska śpiewaczka operora[187]
- 6 marca
  - Austen Crapp – australijski duchowny rzymskokatolicki, franciszkanin, biskup Aitape (1999–2009)[188]
  - Czesław Deptuła – polski historyk mediewista[189]
  - Andrzej Karcz – polski lekarz chirurg, lekkoatleta, sprinter, skoczek w dal[190]
  - Martin Ndongo Ebanga – kameruński bokser, medalista olimpijski (1984)[191]
  - Rimas Tuminas – litewski reżyser teatralny[192]
- 5 marca
  - Wiesław Kondracki – polski inżynier, ekonomista, rolnik, polityk, poseł na Sejm RP (1989–1991)[193]
  - Rolf Larcher – szwajcarski wioślarz, medalista olimpijski (1960)[194]
- 4 marca
  - Francisco González – hiszpański duchowny rzymskokatolicki, biskup pomocniczy Waszyngtonu (2001–2014)[195]
  - Piotr Krupa – polski duchowny rzymskokatolicki, biskup pomocniczy pelpliński (1992–2011)[196]
  - Kees Rijvers – holenderski piłkarz i trener[197]
  - Elżbieta Starosławska – polska lekarka onkolożka, profesor nauk medycznych[198]
  - Amnon Weinstein – izraelski lutnik[199]
- 3 marca
  - Alexandre Baptista – portugalski piłkarz, medalista mistrzostw świata (1966)[200]
  - Maria Berzyńska – polska nauczycielka i działaczka partyjna, wiceminister edukacji narodowej (1987–1988)[201]
  - Edward Bond – brytyjski dramaturg, poeta, eseista[202]
  - Eleanor Collins(inne języki) – kanadyjska piosenkarka jazzowa, prezenterka telewizyjna[203]
  - Ruxandra Dumitrescu(inne języki) – rumuńska siatkarka[204]
  - Bob Harrison – amerykański koszykarz, trener[205]
  - Jaclyn Jose – filipińska aktorka[206]
  - Agbéyomé Kodjo – togijski polityk, premier Togo (2000–2002), przewodniczący Zgromadzenia Narodowego (1999–2000)[207]
  - Brit Turner – amerykański perkusista, członek zespołu Blackberry Smoke[208]
  - Marek Zawadowski – polski matematyk i logik, profesor UW[209]
- 2 marca
  - Jim Beard(inne języki) – amerykański pianista jazzowy, kompozytor i producent[210]
  - John Okafor – nigeryjski aktor[211]
  - Søren Pape Poulsen – duński polityk, minister sprawiedliwości (2016–2019), przewodniczący Konserwatywnej Partii Ludowej (2014–2024)[212]
  - Nikola Vuljanić – chorwacki polityk, filolog, nauczyciel akademicki, poseł do Zgromadzenia Chorwackiego i Parlamentu Europejskiego[213]
  - Kazbiek Zankiszyjew – rosyjski judoka, mistrz Europy (2019)[214]
- 1 marca
  - Iris Apfel – amerykańska projektantka wnętrz, historyczka sztuki, filantropka[215]
  - Pit Schubert – niemiecki alpinista, pisarz, inżynier, przewodniczący Komisji Bezpieczeństwa DAV (1968–2000)[216][217]
  - Akira Toriyama – japoński mangaka, autor serii Dragon Ball[218][219][220][221]

- data dzienna nieznana
  - Khalid Al-Batarfi – saudyjski terrorysta, lider Al-Ka’idy Półwyspu Arabskiego (2020–2024)[222]